# Morvillers-Saint-Saturnin
Morvillers-Saint-Saturnin – miejscowość i gmina we Francji, w regionie Hauts-de-France, w departamencie Somma.
Według danych na rok 1990 gminę zamieszkiwało 385 osób, a gęstość zaludnienia wynosiła 30 osób/km² (wśród 2293 gmin Pikardii Morvillers-Saint-Saturnin plasuje się na 622. miejscu pod względem liczby ludności, natomiast pod względem powierzchni na miejscu 281.).